# Paulina Andreeva
 (mars 2021).
Le contenu est difficilement compréhensible vu les erreurs de traduction, qui sont peut-être dues à l'utilisation d'un logiciel de traduction automatique.
Paulina Andreeva (russe : Паулина Андреева; née le 12 octobre 1988) est une actrice et chanteuse russe. Ses rôles notables d'actrice incluent la série télévisée russe The Method (début, 2015), et la production de science-fiction de Netflix, Better than Us.

## Biographie
Paulina Olegovna Andreeva (russe : Паулина Олеговна Андреева) est née le 12 octobre 1988 [réf. nécessaire] à Leningrad, SFSR russe, Union soviétique, au sein d'une famille d'acteurs[réf. nécessaire]. Elle a pris des cours de danse[pas clair] [Où ?] [réf. nécessaire]. Après le lycée, elle étudie pendant deux ans à la faculté de journalisme de l'université d'État de Saint-Pétersbourg. Elle déménage à Moscou où elle entre à l'école de théâtre d'art de Moscou (du nom de Tchekhov)[réf. nécessaire].

## Carrière
Andreeva est active en tant qu'actrice depuis 2011[réf. nécessaire]. Ses rôles notables d'actrice incluent la série télévisée russe The Method (début, 2015), et The Thaw (2013). La production de science-fiction de Netflix, Better than Us (2018-présent), avec Andreeva, est le premier programme original Netflix de Russie, et a été décrit par Brad Newsome du Sydney Morning Herald comme "beau, bien pensé",. 
Andreeva suit également une carrière de chanteuse.

## Filmographie

### Cinéma
- 2013 : Dark World: Equilibrium : Lily
- 2014 : Sarantcha : Lera
- 2020 : Tsoï : Polina
- 2021 : Le Petit Cheval bossu (Конёк-Горбунок) d'Oleg Pogodine : La princesse

### Télévision
- 2013 : Le dégel : Dina [réf. nécessaire]
- 2014 : Gregory R. : Irina Yusupova [réf. nécessaire]
- 2015 : La méthode : Esenya[2]
- 2015 : Coup : Yana Tumanova [réf. nécessaire]
- 2018 : Better than Us : Arisa[4],[5]